# 霊魂

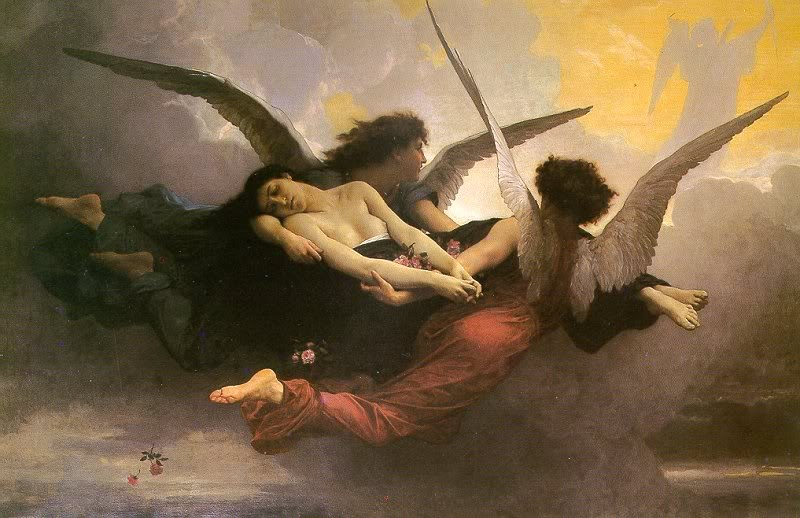
魂は二人の天使によって天国に連れて行かれた (1878年)、ウィリアム・アドルフ・ブグローの絵画。

霊魂（れいこん、羅: anima、ギリシア語: Ψυχή）は、肉体とは別に精神的実体として存在すると考えられるもの。肉体から離れたり、死後も存続することが可能と考えられ、体とは別にそれだけで一つの実体をもつとされる、非物質的な存在。人間が生きている間はその体内にあって、生命や精神の原動力となっている存在、個人の肉体や精神をつかさどる人格的・非物質的な存在、感覚による認識を超えた永遠の存在と考えられている。

## 概説
「霊魂」は、体とは別に実体として存在すると考えられているものであったり、人間の生命や精神の源とされ非肉体的、人格的な存在とされるもののことである。
「霊魂」という表現は「霊」と「魂」という言葉の組み合わせであり、両方を合わせて指している。一般には、個人の肉体及び精神活動をつかさどる人格的な実在で、五感的感覚による認識を超えた永遠不滅の存在を意味している。
宗教や文化圏ごとに様々な理解の仕方がある。
古代エジプトの時代から、人が死ぬと肉体から離れるが、肉体に再び戻って来る、という考えがあった。
古代インドでは、霊魂は何度もこの世に生まれ変わるという考え方が一般的であった。輪廻転生（転生輪廻）の思想である。
「あの世」（霊界）へ行ったり、「この世」（生者の世界、現世）に影響を及ぼしたりすると考える文化・思想も存在している。人間だけでなく、命あるもの全般、動物や植物に宿ると考えられたり、さらには鉱物にも霊魂が宿る、とされることもある。霊魂を心と同一視することもある。「体は霊体、心は魂」、魂は神魂とする、霊魂と心を同一視しない考え方もある。また他方、すでにサンジャヤ・ベーラッティプッタが来世に関する問いへの確答を避け、不可知論の立場をとった。
霊魂は、生きること、死生観の根源的な解釈のための概念の一つともされる。現代では、霊魂を肯定的にとらえることが、生きがいや健康といったものと深く関係があることが、様々な学者の研究によって明らかにされている。

## 「霊魂」という表現
「霊魂」という表現は、「霊」という言葉と「魂」という言葉が組み合わされている。「霊」（れい、たま）は、すぐれて神妙なもの、神、こころ、いのちなど、多様な意味を持っている。
また、そこに何かいると五感を超越した感覚（第六感）で感じられるが、物質的な実体としては捉えられない現象や存在（聖霊など）のことを指すこともある。
「魂（こん、たましい）」の方は、精神を司る精気を指し、肉体を司る「魄」と対比されている。また、人の死に際しては、「魂」は上昇して天に帰し、「魄」は屍が地下に埋葬されるのにともなって地に帰すると考えられた。
よって「霊魂」という言葉は「霊」と「魂魄」両方を含む概念を指すために用いられている。ただし、通常は、個人の肉体および精神活動を司る人格的な実在で、五感的感覚による認識を超えた永遠不滅の存在を意味している。そして人間だけでなく、動物や植物、鉱物にまで拡大して用いられることがある。

## 宗教などにおける説明
多くの宗教においては、人は死んでも意識あるいはそれに近いものは霊魂となって残ると説く。霊魂は生前暮らしていた土地に鎮まるとも、黄泉のような霊魂の住まう世界に旅立つともいう。霊魂の存在は、しばしば道徳・倫理などと結びつけて語られる。キリスト教などが説くように、生前の行いに応じて天国や地獄などに送られるともいわれる。あるいはヒンドゥー教のように霊魂は生前の行いに応じて転生すると説く宗教も有る。仏教の一部（大乗仏教）でも、六道の間を輪廻すると説く。

### 古代エジプト

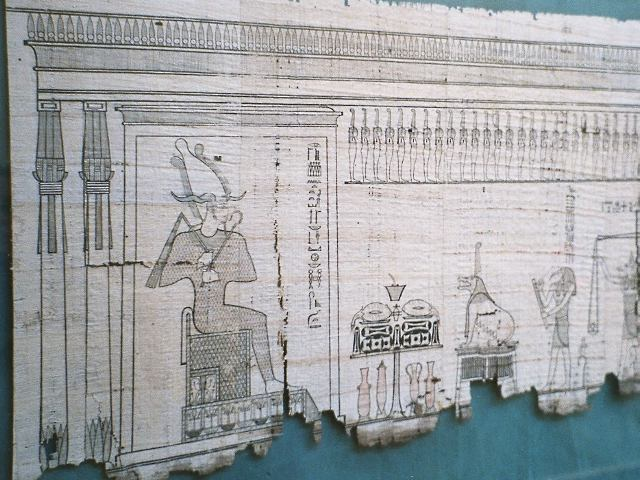
『死者の書』に描かれたオシリスの姿

古代エジプトでは、霊魂は不滅とされ、死者は復活するとされていた。オシリスが死と再生を司る神として尊崇された。
自然界のあらゆるものに霊が宿るとされ、霊にも人間と同様に感情や弱点、欠点があると考えられていた。
定められた呪文を唱えたり定まった儀式を行うことによって願望を神に伝えたり、動植物の霊と交流したり、病人から苦痛の原因である悪霊を追い出すことや、死者に再び魂を入れる役割の神官、祭司（魔術師）などがいた。
人の魂は五つの部分から成っているとされた（アルファベット表記なら、Ren、Ba、Ka、Sheut、Ibの五つ）。死者のBa（バー）のよりどころとして死者の体をミイラにして保存した。
『アニのパピルス』ではバーは人頭を持つ鳥として表現されている。
死者のバーが無事冥界に渡り、将来死者が甦るようにと、ミイラ作成期間の70日ほどの間、祭司は何度も大量の呪文を唱えた。『死者の書』（死者の霊が肉体を離れて冥府に至るまでの過程を描いた書）が死者とともに埋葬されることもあった。
ピラミッド・テキストと呼ばれる初期の死者埋葬のテキストでは、死者が行くのは天の北にある暗黒の部分であり、そこで北極星のまわりの星とともに、アク（霊）として永遠の命を生きる、とされた。

### 古代ギリシア哲学
ギリシア語では魂は「プシュケー」といい、語源は気息の音に由来する。またプシュケーには「蝶」という意味もあり、死後の魂のイメージを蝶として表現することもある。
プラトンは対話篇において霊魂の働きに着目しつつ探求した。『パイドン』『メノン』においては、永遠の真理（イデア）を認識する方式として想起説を提示し、その前提として霊魂不滅説を唱えた。プラトンの霊魂不滅説は、後世の新プラトン主義や教父哲学、キケロ『スキピオの夢』を介してキリスト教圏にも伝わった。またアリストテレスの著作に『霊魂論』がある。

### キリスト教
旧約聖書では、ネフェシュ（ヘブライ語で「咽喉」の意）と表現される。これに聖なる霊（ルーアッハ。風、息の意）が入って預言がなされるという思想があった。エゼキエル書18章4節(口語訳)には「罪を犯した魂は必ず死ぬ。」と書いてある。18章20節(口語訳)でも「罪を犯す魂は死ぬ。」と書いてある。
欧州においては人間を構成する要素は霊魂（アニマ、ANIMA）、精神（SPIRITV）及び肉体 (CORPVS) であり、錬金術ではこれらは三原質と結び付けられて考えられていた。また、3という数からキリスト教では三位一体に比せられることも多かった。霊魂と精神は肉体に宿り、肉体が滅びると精神と霊魂は分かれると考えられており、霊魂と精神は肉体という泉を泳ぐ二匹の魚に擬せられたこともあった。
ここにおける霊魂は人間の本能のようなものであり、成長することはないと考えられていたのに対し、精神は理性のようなものであって成長するものであるとされていた。

### 古代インド

#### ヴェーダ、ウパニシャッド
『リグ・ヴェーダ』などのヴェーダ聖典では、人間の肉体は死とともに滅しはするものの、人間の霊魂は不滅である、とされていた。同聖典では、人間の死後に肉体を離れた霊魂は、火神アグニなどの翼に乗って、最高天ヤマの王国にたどり着き、そこで完全な身体を得る、とされた。
後のウパニシャッドにおいては、死者の魂は、解脱する人の場合は"神道"を通ってブラフマンに至り、善人の場合は祖道を通って地上に再生する、と説かれた（「二道説」と呼ばれる）。そして解脱することがウパニシャッドの目標となった。
霊魂を示す言葉としては「アス」、「マナス」、「プラーナ」、「アートマン」といった言葉が使われた。その中でも「アートマン」はウパニシャッドの中心概念となっている。

#### サンジャヤ・ベーラッティプッタ
仏教興隆期のインドのサンジャヤ・ベーラッティプッタは来世に関する4つの問いを設け「来世は存在するか？」「来世は存在しないか？」「来世は存在しかつ存在しないか？」「来世は存在するわけでもなく、存在しないわけでもないか？」それぞれすべてに対して「私はその通りだとも考えないし、別だとも考えない、そうでないとも考えないし、そうでないのではないとも考えない」として確答を避け、不可知論の立場をとった。このような態度はゴータマ・ブッダの「無記」の立場と通じあう点がある、とされる。

#### 初期仏教
ブッダが説いた初期仏教での「無我」は「霊魂がない」と解するのではなく「非我」の訳語が示すように、「真実の我ではない」と解すべきもの（自他平等の境地を目指した思想）である、ともされている。
俗に言われる霊魂とは全く異なる。

### 中国
道教では、魂魄すなわち「魂（こん、たましい）」と「魄（はく）」という二つの異なる存在があると考えられていた。魂は精神を支える気、魄は肉体を支える気を指した。合わせて魂魄（こんぱく）ともいう。魂と魄は易の思想と結びつき、魂は陽に属して天に帰し、魄は陰に属して地に帰すと考えられていた。
中国の民間信仰では、三魂七魄の数があるとされる。三魂は天魂（死後、天に向かう）、地魂（死後、地に向かう）、人魂（死後、墓場に残る）であり、七魄は喜び、怒り、哀しみ、懼れ、愛、惡しみ、欲望からなる。また、殭屍（キョンシー）は、魂が天に帰り魄のみの存在とされる（三魂は「胎光、爽霊、幽精」「主魂、覚魂、生魂」「元神、陽神、陰神」「天魂、識魂、人魂」、七魄は「尸狗、伏矢、雀陰、呑賊、非毒、除穢、臭肺」とされることもある）。
六朝時代には、道教と仏教の対立のなかで、霊魂にあたる「神」の不滅をめぐる神滅不滅論争が起きた。明末には、イエズス会宣教師が中国と西洋の霊魂論を交えて論じた。

### 日本

#### 日本での仏教
上記の初期仏教に関する解説とは異なり、ブッダは「無我」を説いて霊魂を否定した、ともされる。近年の日本の僧侶や仏教関係者によって執筆された仏教入門書等ではそのような図式で説明されていることが多い。
仏教では、六道の輪廻からの解脱を目的としている。
死後、成仏(解脱)する事ができた者は、諸仏の持つ浄国(浄土)へ生まれ変わる。出来なかった者は、生前の行いにより六道のいずれかに生まれ変わる。
その生まれ変わるまでの期間を中陰と呼ぶが、中陰時の立場を、民間信仰では霊魂と混同されることがある。
各宗派に対するアンケートで、死後の霊魂を信じると答えた僧侶の割合は日蓮宗80％、真言宗75％、浄土宗62％、曹洞宗52％、浄土真宗8％ 。

#### 日本の古神道（民間信仰）、神道
古神道では、森羅万象にマナが宿るとする。南洋の諸民族、中国などに共通した思想があった。
折口信夫『霊魂の話』によれば、肉体から容易に遊離し、付着すると考えられた。
優れた事績を残した人物の霊魂は、尊と同等の人格神、あるいはこれに相当する存在となるとされる。
国家神道で明治以降、戦死者の魂のことを敬っていう場合は特に「英霊」（えいれい）と呼んでいる。
その区別や概念も曖昧であり、それを分類や定義付けることなく享受してきた。
ただし、強弱や主客といえるような区別は存在し、大きいもの（巨石・山河）や古いもの長く生きたものが、その力が大きいと考えると同時に尊ばれた。
日本神話にある、人格神などの人としての偶像を持つ神々も信仰の対象とし、「それらの神がその他の森羅万象の神々を統べる」という考え方に時代とともに移っていった。
また神（霊魂）には荒御魂や和御魂という魂の様相があるとし、それぞれ「荒ぶり禍をもたらす魂」と、「和ぎり福をもたらす魂」とされる。

##### 神霊
- 尊（みこと）日本神話にある人格神（人と同じ姿かたちと人と同じ心を持つ神）
- 霊（チ）霊魂の基本となる言葉。血や乳（チ）に通ずるという。
- 魂（タマシヒ）強い付着性、遊離性を持つマナ
  - 荒御魂（アラミタマ）柳田國男『先祖の話』によれば、新たな御霊(ミタマ)つまり最近死んだものの魂
- 霊（ヒ）全ての活力の元であり、優れて威力のあるもの。白川静『字訓』によれば、中国で生命の原動力が雨に求められたのに対し(なので雨の字がつく)、日本では太陽光から来ると考えられたので、日と同じヒと呼ばれる。

#### その他
沖縄与那国町では「マブイ」と呼び、体から離れた状態を「マブイウチ」といい、「マブマチドラ」の状態となると病になる（後述論文）。マブイは10個あり、7個以上失われると死ぬとされ、遊離性は幼児と老人に多いとされる。

## 実在調査

### イアン・スティーヴンソンによる調査
転生を扱った学術的研究の代表的な例としては、超心理学研究者・精神科教授のイアン・スティーヴンソンによる調査がある。スティーブンソンは1961年にインドでフィールドワークを行い、いくつかの事例を信頼性の高いものであると判断し、前世の記憶が研究テーマたり得ることを確信した。多くは2～4歳で前世について語り始め、5～7歳くらいになると話をしなくなるという。竹倉史人は、スティーヴンソンの立場は科学者としての客観的なもので、方法論も学術的であり、1966年の『生まれ変わりを思わせる二十の事例』は、いくつかの権威ある医学専門誌からも好意的に迎えられたと説明している。
スティーブンソンの前世研究は、世界的発明家チェスター・カールソンがパトロンとして支え、子供たちが語る前世の記憶の真偽を客観的・実証的に研究する The Division of Perceptual Studies（DOPS）がヴァージニア大学医学部に創設された。死後100万ドルの遺産がスティーヴンソンが属するヴァージニア大学に寄付され、現在もDOPSで前世研究が続けられ、2600超の事例が収集されている。DOPSの調査データを分析した中部大学教授・ヴァージニア大学客員教授の大門正幸によると、収集された事例のうち、前世に該当すると思われる人物が見つかったのは72.9％、前世で非業の死を遂げたとされるものは67.4％である。懐疑主義者の団体サイコップの創設メンバーであるカール・セーガンは、生まれ変わりは信じないが、「まじめに調べてみるだけの価値がある」と評した。

## 学問
霊魂については、宗教学、民俗学、文化人類学などといった人文科学からの研究がある。霊や魂といった概念の変遷についての研究などがある。
外魂
物語を分類した民俗学者ジェームズ・フレイザーは、外側に保管して不死化する外魂（英: external soul）を分類している。エジプトのミイラ、フィラクテリー、浦島太郎の玉手箱などに見られる。

## 文学・芸術
- 日本神話にはイザナギが黄泉の国にいるイザナミを訪ねるという話があり、似たモチーフが世界の他の神話にもある。
- 映画『21グラム』：人が死ぬ前と死んだ後で21グラムだけ重さが違うという話があり、それをモチーフにした映画。

## 霊魂と死生観・全人的健康
古来より多くの神話、宗教、哲学、芸術などが担ってきた重要な役割の一つは、これら人の生死を含む世界観、生きること、生かされていること、死ぬことの意味の説明である。宗教家らは、人々の抱えるこうした重い問いに対して説明を提供するという重要な役割を果たしてきたのである。
現代においては、魂を肯定的にとらえることが生きがいや健康といったものと深く関係があることが、様々な学者の研究によって明らかにされている。
スピリチュアルケアを提供できる状態になっていることが、病院が病院として認可されるための必要条件とされている国もあるほどである。日本の医療の場においては、欧米に比べると認識が浅く、スピリチュアルケアを提供する体制の整備が遅れがちであったが、最近では充実化に向けて様々な活動が行なわれるようになってきている。
また、魂の永遠性を信じることは、ターミナルケアの場に限らず、ごく普通の日常においても、人が本当の意味で健康に生きる上で重要なことである、ととらえられることも増えてきている。
世界保健機関（WHO）は1984年の第37回総会で決議された「西暦2000年までにすべての人々に健康を」の決議前文で、健康が含むスピリチュアルな側面について言及した。さらに、1999年の総会においては、健康の定義文に以下の語も加えることを提案した：
健康とは身体的・精神的・霊的・社会的に完全に良好な動的状態であり、単に病気あるいは虚弱でないことではない。